# Krystal Reyes
Jolina Marie „Krystal“ Bautista Reyes (* 8. September 1996 in Santa Maria, Bulacan) ist eine philippinische Schauspielerin.

## Leben
Reyes wurde 2006 durch ihre Rolle als „junge Kristal“ in der Dramaserie Bakekang bekannt. Nach diesem kurzen aber erinnerungswürdigen Auftritt, bekam sie 2007 die Hauptrolle Princess, einer der zwei Titelcharaktere, in der Dramaserie Princess Charming. Ihren Durchbruch als Schauspielerin hatte sie im selben Jahr als Anghelita in der Dramaserie Mga Mata ni Anghelita, einem Remake eines gleichnamigen (ohne den Buchstaben h) philippinischen Films aus dem Jahr 1978. Als Jugendliche trat sie in weiteren Dramaserien auf, so 2009 als Lucy in Rosalinda an der Seite von Carla Abellana, 2012 als Angeline Saavedra in Hiram na puso sowie als Angelica Montenegro in Hindi ka na mag-iisa und 2013 als Anna Karenina in der gleichnamigen Serie, einem Remake einer 1996 veröffentlichten Serie. Neben ihren Fernsehauftritten spielte sie 2006 im Kinofilm Shake Rattle and Roll 8.

## Filmografie (Auswahl)

### Fernsehserien
- 2006: Bakekang
- 2007: My Only Love
- 2007: La Vendetta
- 2007: Mga Mata ni Anghelita
- 2007: Art Angel
- 2007: Pati Ba Pintig Ng Puso
- 2007: Princess Charming
- 2008: LaLola
- 2008: E.S.P
- 2008: Kaputol ng Isang Awit
- 2009: Dear Friend
- 2009: Rosalinda
- 2009: Dapat Ka Bang Mahalin?
- 2009, 2013–2015: Maynila
- 2010: Bantatay
- 2011: Munting Heredera
- 2011: Reel Love Presents: Tween Hearts
- 2012: Hindi Ka Na Mag-iisa
- 2012: Hiram na Puso
- 2013: The Ryzza Mae Show
- 2013: Anna Karenina
- 2013: Bukod Kang Pinagpala
- 2013–2014: Magpakailanman
- 2014: Love Hotline
- 2014: Anyo ng Pag-ibig
- 2014: Carmela
- 2015: Imbestigador
- 2015: Karelasyon: Batang Ina
- 2015: Healing Hearts
- 2015: Second Chances
- 2015: Wish Ko Lang: The Valedictorian Rape Victim

### Filme
- 2006: Shake, Rattle and Roll 8
- 2011: Tween Academy: Class of 2012
- 2012: Just One Summer